# Takakura
 (juillet 2025).
Si vous disposez d'ouvrages ou d'articles de référence ou si vous connaissez des sites web de qualité traitant du thème abordé ici, merci de compléter l'article en donnant les références utiles à sa vérifiabilité et en les liant à la section « Notes et références ».
L'empereur Takakura (高倉天皇, Takakura Tennō), né le 23 septembre 1161 et mort le 30 janvier 1181, est le 80e empereur du Japon selon l'ordre traditionnel de la succession. Il règne nominalement du 30 mars 1168 au 18 mars 1180, le pouvoir étant dans les faits exercé par son père, l'empereur retiré Go-Shirakawa. Son nom personnel est Norihito  (憲仁).

## Biographie
Bien qu'empereur en titre, Takakura, qui monte sur le trône à l'âge de 7 ans, ne règne pas vraiment, le pouvoir impérial étant partagé entre son père l'Empereur retiré Go-Shirakawa et son beau-père Taira no Kiyomori, qui règne en tant que régent de facto. Peu après la naissance de son fils Tokihito, il est poussé par Kyomori, le grand-père de l'enfant, à abdiquer en faveur de celui-ci, alors à peine âgé d'un an. Il quitte le Palais Heian pour résider à Kyōto-gosho.

## Généalogie
Takakura était le quatrième fils de l'empereur Go-Shirakawa et par conséquent l'oncle de son prédécesseur l'empereur Rokujō. Sa mère était l'impératrice douairière Taira no Jishi (Shigeko), la jeune sœur de Taira no Tokiko, l'épouse de Taira no Kiyomori. 
- Impératrice : Taira no Tokushi (Noriko) °1155+ 25 I 1214 ; fille de Taira no Kiyomori et de Taira no Tokiko ; reçoit le 3e rang le 30 décembre 1171 ; entrée au palais le 11 janvier 1172 ; épouse impériale (nyogo) le 23 janvier 1172 ; impératrice (chugu) le 6 mars 1172 titrée Kenreimon In le 1er janvier 1182 ; nonne Shinnyokaku le 31 mai 1185
  - Prince impérial Tokihito (1178) - plus tard l'empereur Antoku

- Fujiwara no Tsushi (Michiko) °1163, fille de Fujiwara no Motozane et d’une fille de Fujiwara no Akisuke + ap 1181

- Une fille de Fujiwara no Shigenori et de Taira no Seishi (Kiyoko) ; (°1156) ; appelée Kogo no Tsubone, mère de 
  - seconde fille : princesse Hanshi (Noriko) °27 XI 1177 ; créée princesse impériale 14 VII 1178 ; mère adoptive de l’empereur Tsuchimikado ; impératrice (kogo) honorifique 10 IV 1198 ; titrée Bomon-In 5 X 1206 ; + 16 VI 1210

- Une fille de Fujiwara no Yoshinori, mère de
  - Second fils : Prince impérial Morisada °1179 + 1223 ; titré Go Takakura in en 1221 ; marié Fujiwara no Chinshi °1173 + 1238 ; fille de Fujiwara no Motoie et d’une fille de Taira no Yorimori ; titrée Kitashirakawa In en 1222 : dont
    - Princesse Hoshi ° 1209+1283 ; élevée au rang d’impératrice (Kogo) en 1222 ; titrée Ankamon in en 1224 ; nonne en 1235
    - Troisième fils : Prince impérial Morihito °1211 plus tard empereur Go-Horikawa

- Fujiwara no Shokushi (Masuko) °1157 + 1228, fille de Fujiwara (Bo’mon) no Nobutaka et de Fujiwara no Kyushi (Yasuko) ; dame du palais (Tenji) ; titrée ShiIchijo In 1190 ; mère de :
  - troisième fils : Prince Koreakira °1179 + 1221
  - Quatrième fils : Prince impérial Takanari °1180 plus tard l'empereur Go-Toba

- d'autres mères :
  - Première fille: princesse
  - Troisième fille : princesse Kesshi (1179 + ap 1198) princesse Vestale d’Ise 1187-1198

## Èresde son règne
- Ère Ninnan
- Ère Kaō
- Ère Jōan
- Ère Angen
- Ère Jishō